# Kanton La Brède
La Brède is een kanton van het Franse departement Gironde. Het kanton maakt deel uit van het arrondissement Bordeaux.

## Gemeenten
Het kanton La Brède omvat de volgende gemeenten:
- Ayguemorte-les-Graves
- Beautiran
- La Brède (hoofdplaats)
- Cabanac-et-Villagrains
- Cadaujac
- Castres-Gironde
- Isle-Saint-Georges
- Léognan
- Martillac
- Saint-Médard-d'Eyrans
- Saint-Morillon
- Saint-Selve
- Saucats

Bij de herindeling van de kantons van Gironde door het decreet van 20 februari 2014 werd dit kanton niet gewijzigd.